# Veslování na Letních olympijských hrách 1996
Veslování na Letních olympijských hrách 1996 probíhalo na hladině přehradní nádrže Sidney Lanier severovýchodně od Atlanty.

## Medailisté

### Muži
| Disciplína                          | Zlato | Stříbro | Bronz |
| Skif                                | Xeno Müller (SUI) | Derek Porter (CAN) | Thomas Lange (GER) |
| Dvojskif                            | Itálie (ITA) · Agostino Abbagnale · Davide Tizzano | Norsko (NOR) · Steffen Skår Størseth · Kjetil Undset | Francie (FRA) · Frederic Kowal · Samuel Barathay |
| Párová čtyřka                       | Německo (GER) · Andreas Hajek · Stephan Volkert · André Steiner · André Willms                                                                                                 | Spojené státy americké (USA) · Tim Young · Eric Mueller · Brian Jamieson · Jason Gailes                                                                                      | Austrálie (AUS) · Janusz Hooker · Bo Hanson · Duncan Free · Ronald Snook |
| Dvojka bez kormidelníka             | Velká Británie (GBR) · Steven Redgrave · Matthew Pinsent | Austrálie (AUS) · David Weightman · Robert Scott | Francie (FRA) · Michel Andrieux · Jean-Christophe Rolland |
| Čtyřka bez kormidelníka             | Austrálie (AUS) · Nicholas Green · Drew Ginn · James Tomkins · Mike McKay | Francie (FRA) · Bertrand Vecten · Olivier Moncelet · Daniel Fauche · Giles Bosquet                                                                                           | Velká Británie (GBR) · Gregory Searle · Jonathan William Searle · Rupert John Obholzer · Tim James Foster |
| Osmiveslice                         | Nizozemsko (NED) · Koos Maasdijk · Ronald Florijn · Jeroen Duyster · Michiel Bartman · Henk-Jan Zwolle · Niels van der Zwan · Niels van Steenis · Diederik Simon · Nico Rienks | Německo (GER) · Mark Kleinschmidt · Detlef Kirchhoff · Wolfram Huhn · Roland Baar · Marc Weber · Ulrich Viefers · Peter Thiede · Thorsten Streppelhoff · Frank Joerg Richter | Rusko (RUS) · Pavel Melnikov · Andrei Glukhov · Anton Chermashentsev · Aleksandr Lukyanov · Nikolai Aksyonov · Dmitri Rozinkevich · Sergei Matveyev · Roman Monchenko · Vladimir Volodenkov · Vladimir Sokolov |
| Dvojka bez kormidelníka lehkých vah | Švýcarsko (SUI) · Michael Gier · Markus Gier | Nizozemsko (NED) · Maarten van der Linden · Pepijn Aardewijn | Austrálie (AUS) · Bruce Hick · Anthony Edwards |
| Čtyřka bez kormidelníka lehkých vah | Dánsko (DEN) · Victor Feddersen · Niels Henriksen · Thomas Poulsen · Eskild Ebbesen                                                                                            | Kanada (CAN) · Brian Peaker · Jeffrey Lay · Dave Boyes · Gavin Hassett | Spojené státy americké (USA) · Marc Schneider · Jeff Pfaendtner · David Collins · William Carlucci |

### Ženy
| Disciplína                          | Zlato | Stříbro | Bronz |
| Skif                                | Jekatěrina Karstenová (BLR) | Silken Laumann (CAN) | Trine Hansen (DEN) |
| Dvojskif                            | Kanada (CAN) · Kathleen Heddleová · Marnie McBeanová | Čína (CHN) · Zhang Xiuyun · Cao Mianying | Nizozemsko (NED) · Irene Eijs · Eeke van Nes |
| Dvojka bez kormidelníka lehkých vah | Rumunsko (ROU) · Camelia Macoviciuc · Constanţa Burcică | Spojené státy americké (USA) · Teresa Bell · Lindsay Burns | Austrálie (AUS) · Virginia Lee · Rebecca Joyce |
| Párová čtyřka                       | Německo (GER) · Katrin Rutschow-Stomporowski · Jana Sorgers · Kerstin Köppen · Kathrin Boronová                                                                             | Ukrajina (UKR) · Svetlana Maziy · Dina Myftakhutdinova · Inna Frolova · Olena Ronzhyna                                                                            | Kanada (CAN) · Laryssa Biesenthal · Diane O'Grady · Kathleen Heddleová · Marnie McBeanová |
| Dvojka bez kormidelníka             | Austrálie (AUS) · Megan Leanne Still · Kate Elizabeth Slatter | Spojené státy americké (USA) · Missy Schwen · Karen Kraft | Francie (FRA) · Christine Gosse · Helene Cortin |
| Osmiveslice                         | Rumunsko (ROU) · Liliana Gafencuová · Veronica Cochelea · Elena Georgescu · Anca Tănase · Doina Spircu · Marioara Popescu · Ioana Olteanu · Elisabeta Lipăová · Doina Ignat | Kanada (CAN) · Anna van der Kamp · Tosha Tsang · Lesley Thompson · Emma Robinson · Jessica Monroe · Heather McDermid · Maria Maunder · Theresa Luke · Alison Korn | Bělorusko (BLR) · Yelena Mikulich · Marina Znak · Natalya Volchek · Natalia Stasyuk · Tamara Davydenko · Valentina Skrabatun · Natalya Lavrinenko · Yaroslava Pavlovich · Aleksandra Pankina |

## Přehled medailí
| Pořadí | Země                         | Zlato | Stříbro | Bronz | Celkově |
| ------ | ---------------------------- | ----- | ------- | ----- | ------- |
| 1      | Austrálie (AUS)              | 2     | 1       | 3     | 6       |
| 2      | Německo (GER)                | 2     | 1       | 1     | 4       |
| 3      | Švýcarsko (SUI)              | 2     | 0       | 0     | 2       |
| 3      | Rumunsko (ROU)               | 2     | 0       | 0     | 2       |
| 5      | Kanada (CAN)                 | 1     | 4       | 1     | 6       |
| 6      | Nizozemsko (NED)             | 1     | 1       | 1     | 3       |
| 7      | Velká Británie (GBR)         | 1     | 0       | 1     | 2       |
| 7      | Dánsko (DEN)                 | 1     | 0       | 1     | 2       |
| 7      | Bělorusko (BLR)              | 1     | 0       | 1     | 2       |
| 10     | Itálie (ITA)                 | 1     | 0       | 0     | 1       |
| 11     | Spojené státy americké (USA) | 0     | 3       | 1     | 4       |
| 12     | Francie (FRA)                | 0     | 1       | 3     | 4       |
| 13     | Norsko (NOR)                 | 0     | 1       | 0     | 1       |
| 13     | Čína (CHN)                   | 0     | 1       | 0     | 1       |
| 13     | Ukrajina (UKR)               | 0     | 1       | 0     | 1       |
| 16     | Rusko (RUS)                  | 0     | 0       | 1     | 1       |
| Celkem | Celkem                       | 14    | 14      | 14    | 42      |